# Rezső Crettier
Rezső Crettier (* 15. November 1878 in Budapest; † 8. März 1945 ebenda) war ein ungarischer Leichtathlet.
Bei den Olympischen Spielen 1900 in Paris wurde er Vierter im Kugelstoßen mit 12,07 m (Abstand auf den Sieger Richard Sheldon: 2,03 m) und Fünfter im Diskuswurf mit 33,65 m (Abstand auf den Sieger Rudolf Bauer: 2,39 m).
Von 1899 bis 1901 wurde er dreimal in Folge nationaler Meister im Kugelstoßen.

## Persönliche Bestleistungen
- Kugelstoßen: 12,62 m, 1902
- Diskuswurf: 34,28 m, 1900